# Thành trì Eltz
Thành trì Eltz (tiếng Đức: Burg Eltz) là một thành trì thời trung cổ nép mình trên những ngọn đồi cạnh sông Mosel giữa Koblenz và Trier, Đức. Nó vẫn thuộc sở hữu của một nhánh của Hoàng tộc Eltz, những người đã sống ở đó từ thế kỷ 12. Thành trì Eltz cùng với Lâu đài Bürresheim và thành trì Lissingen là những lâu đài duy nhất ở vùng Eifel chưa bao giờ bị phá hủy.
Thành trì nằm trên một mũi đá cao 70 mét (230 ft) được bao bọc ba mặt bởi sông Elzbach, một phụ lưu ở phía bắc của sông Mosel. Rừng Eltz xung quanh đã được Flora-Fauna-Habitat và Natura 2000 tuyên bố là khu bảo tồn thiên nhiên.

## Mô tả

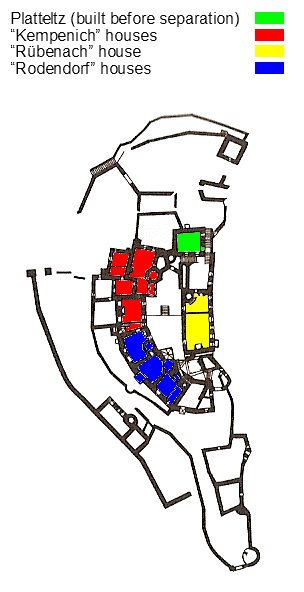
3 nhánh hoàng tộc của thành trì Eltz

Thành trì được gọi theo tiếng Đức là Ganerbenburg, hay thành trì thuộc về một cộng đồng những người thừa kế chung. Đây là một thành trì được chia thành nhiều phần, thuộc về các gia đình khác nhau hoặc các nhánh khác nhau của một dòng họ; điều này thường xảy ra khi nhiều chủ sở hữu của một hoặc nhiều lãnh thổ cùng nhau xây dựng một lâu đài để làm nơi ở cho mình. Chỉ những lãnh chúa châu Âu thời trung cổ giàu có mới đủ khả năng xây dựng lâu đài hoặc những công trình kiến trúc tương đương trên vùng đất của họ; nhiều người trong số họ chỉ sở hữu một làng hoặc thậm chí chỉ một phần của làng. Đây là một cơ sở không đủ để xây lâu đài. Những lãnh chúa như vậy thường sống trong "nhà của hiệp sĩ", là những ngôi nhà khá đơn giản, hầu như không lớn hơn nhà của những người thuê nhà của họ. Ở một số vùng của Đế chế La Mã Thần thánh của Đức, luật thừa kế yêu cầu tài sản phải được chia cho tất cả những người thừa kế. Những người kế vị này, mỗi người có tài sản thừa kế quá nhỏ để xây dựng một lâu đài của riêng mình, có thể cùng nhau xây dựng một lâu đài, nơi mỗi người sở hữu một phần riêng biệt để làm nhà ở, và tất cả họ cùng nhau chia sẻ công sự phòng thủ. Trong trường hợp của Eltz, gia đình bao gồm ba chi nhánh và thành trì hiện tại được tăng cường với ba khu phức hợp riêng biệt.
Phần chính của thành trì bao gồm các phần gia đình. Với tối đa tám tầng, tám tòa tháp này đạt độ cao từ 30 đến 40 mét (98 và 131 ft). Chúng được củng cố bằng những bức tường bên ngoài vững chắc. Khoảng 100 thành viên của các gia đình sở hữu sống trong hơn 100 phòng của thành trì. Một ngôi làng đã từng tồn tại bên dưới thành trì, ở phía nam của nó, là nơi cư trú của những người hầu, thợ thủ công và gia đình của họ để hỗ trợ thành trì.

## Lịch sử

### Hình thành và tình trạng sở hữu

Sơ đồ mặt bằng thành trì Eltz

Lâu đài có lẽ được xây dựng vào đầu thế kỷ 12 trên một tuyến đường thương mại dẫn qua thung lũng Elzbach và nối Mosel tại Moselkern với vùng đất Maifeld màu mỡ. Elzbach chảy quanh ba mặt của lâu đài, trên một đỉnh đá hình elip cao tới 70 mét. Những người xây dựng dựa trên hình dạng của mỏm đá để xây thành trì. Điều này dẫn đến sơ đồ của các phòng riêng lẻ đôi khi khác thường. Tháp cao Platt-Eltz theo phong cách Hậu Romanesque và phần còn lại của ngôi nhà theo phong cách Romanesque từ thời điểm ban đầu vẫn được bảo tồn.